# Norris City (Illinois)
Norris City est un village situé au sud-ouest du comté de White dans l'Illinois, aux États-Unis,. Il est incorporé le 4 décembre 1901.

## Démographie
Lors du recensement de 2010, le village comptait une population de 1 275 habitants. Elle est estimée, en 2016, à 1 211 habitants.

### Source de la traduction
- (en) Cet article est partiellement ou en totalité issu de l’article de Wikipédia en anglais intitulé « Norris City, Illinois » (voir la liste des auteurs).